# Pataqueta
La pataqueta és una mena de pa tradicional de la gastronomia valenciana, típic de l'Horta de València, conegut almenys des del segle xvii. La pataqueta, és el diminutiu de "pataca". Té forma de mitja lluna. És el pa que solien menjar els llauradors de l'Horta de València. El feien en els forns moruns que solien tenir les barraques i després en forns de llenya. Normalment, sol omplir-se amb faves i alls tendres, amb blanc i negre (llonganisses i botifarra) o amb llom, ambdós acompanyats per les faves. Avui en dia, també sol omplir-se amb tomata i pernil. Admet qualsevol farcit com qualsevol altre pa. En l'actualitat s'elabora molt menys, només en ocasions especials.